# 范蔚
范蔚（？—？），吳郡錢唐（今浙江省杭州市）人。曾在晉朝其間任關內侯。其祖父范平曾任東漢孫吳臨海太守，藏有七千餘卷書。其父范泉因儒學之名任大官。有一子文才。